# Ceratia nagashima
Ceratia nagashima is een slakkensoort uit de familie van de Iravadiidae. De wetenschappelijke naam van de soort is voor het eerst geldig gepubliceerd in 2000 door Fukuda.